# 哈勒特马·巴特图勒嘎
哈勒特马·巴特图勒嘎（羅馬化：Khaltmaagiin Battulga，發音：[χaɬtʰˈmaːɟiɴ ˈpat̚tʰʊɬq]；1963年3月3日—），或译为巴图勒嘎，蒙古巴彦洪戈尔省人，蒙古国政治人物，2017年蒙古国总统选举中當选为蒙古国总统。

## 生平

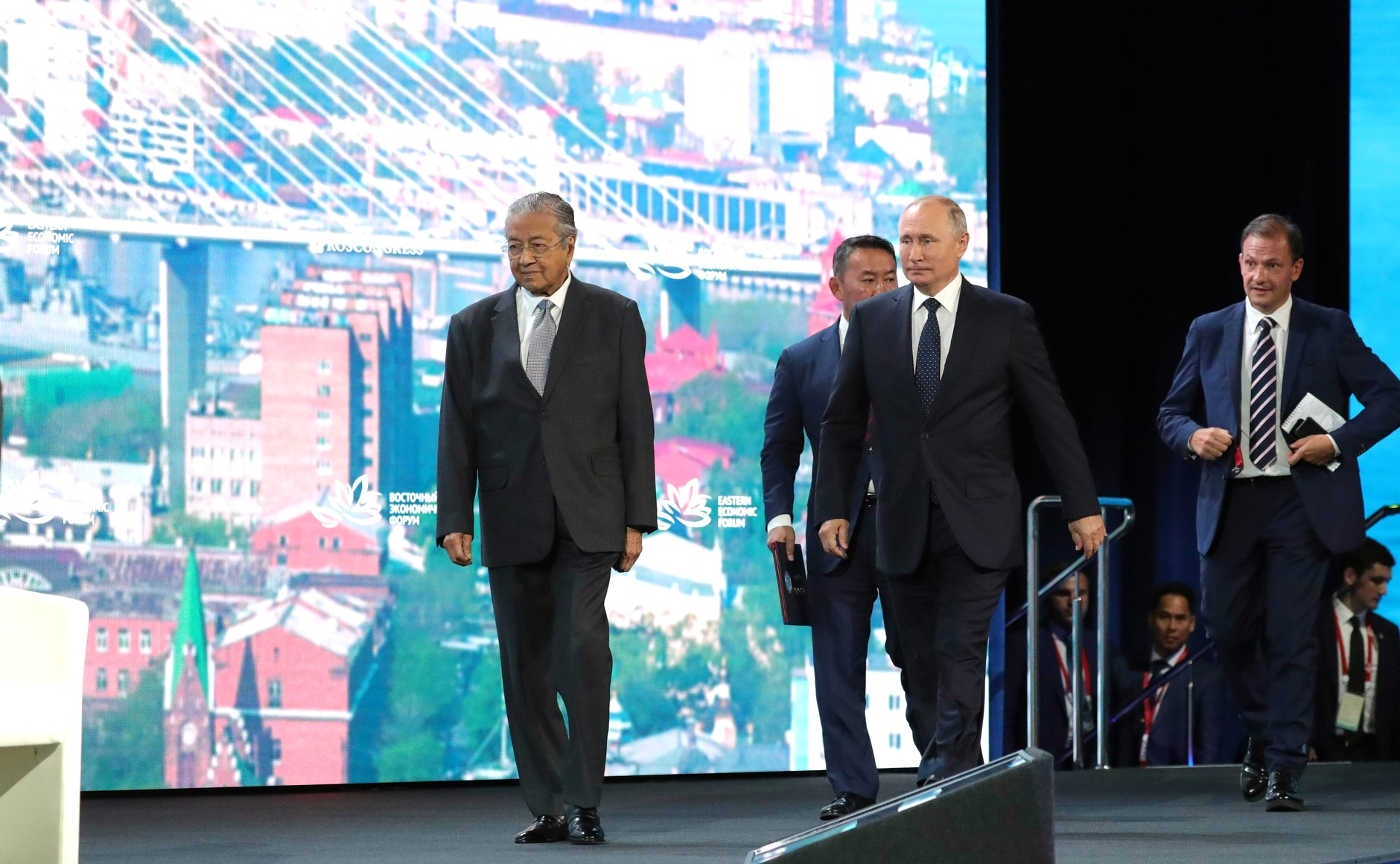
2019年9月5日，巴特图勒嘎与马来西亚首相马哈迪·莫哈末、俄罗斯总统弗拉基米尔·普京等人参加2019年东方经济论坛

巴特图勒嘎1963年生于乌兰巴托。早年接受中等职业教育。被培训为绘图员。1979年至1990年是蒙古桑搏国家队队员，在世界桑搏锦标赛（World Sambo Championships）中曾获金、银、铜牌。退役后转向商界，通过经营畜牧业白手起家成为百万富翁。他是JenCo基金会会长，该基金会促进牲畜放牧、作物栽培、小企业合作。自1999年起，成为Makhimpex公司的所有人，该公司经营巴彦洪戈尔省等地的牲畜及牦牛出口。
在2000年国家大呼拉尔选举中，巴特图勒嘎作为独立候选人在巴彦洪戈尔省第8选区参选，并加入了“祖国－蒙古民主新社会主义党”（Motherland-Mongolian Democratic New Socialist Party），后来该党改为“祖国党”。在2004年国家大呼拉尔选举中，巴特图勒嘎作为“祖国－民主联盟”候选人，在巴彦洪戈尔省第9选区当选国家大呼拉尔委员。2006年5月，加入民主党（DP），并当选为蒙古民主协会（Mongolian Democratic Association）主席。在2008年国家大呼拉尔选举中，巴特图勒嘎作为民主党候选人，在新设的有3个席位的巴彦洪戈尔省第3选区当选。2008年9月，被任命为巴亚尔内阁的蒙古国交通、运输、建筑和城市建设部部长。此后在巴特包勒德内阁中留任。任内他曾介入中蒙两国跨境窄轨铁路建设计划，导致该计划一度搁浅。2012年8月至2014年，任阿勒坦呼亚格内阁的工业和农业部部长。2006年起，兼任蒙古国桑博协会主席。
在2016年国家大呼拉尔选举中，蒙古民主党惨败，巴特图勒嘎也丢掉了国家大呼拉尔委员席位。在2017年蒙古国总统选举中，巴特图勒嘎在民主党党内初选中击败了包括前总理林钦尼亚木·阿玛尔扎尔嘎勒和民主党主席诺罗布·阿勒坦呼亚格在内的众多民主党元老，成为民主党的总统参选人。在竞选纲领中，他提出复兴国家经济的“蒙古必胜”口号，赢得多数选民支持，击败蒙古人民党候选人米耶贡布·恩赫包勒德，成功当选蒙古国总统。在宣布投票统计结果后的新闻发布会上，巴特图勒嘎称将努力解决经济困难局面，让蒙古国人民过上无债生活，并承诺将促进就业，缩小城乡差距。尽管他在竞选中提出反寡头，但他本人就是蒙古国最富的人之一，其私人产业主要是农业及旅游业。他在竞选中表示，蒙古国经济受到“南部国家”（即中国）的威胁，蒙古国大量地下资源出口到中国，他发誓将平衡与邻国的进出口，并提议向俄罗斯修铁路、建厂房处理矿产资源，支持深化同俄罗斯的关系。但他此前也曾力挺修建自蒙古国塔温陶勒盖通向中国的铁路项目，并赞扬中国“一带一路”泛亚洲基础设施建设的倡议。巴特圖勒嘎和蒙古國福建總商會和福建同鄉會的關係良好，該組織亦為中蒙兩國貿易的樞紐，蒙古國福建商會在蒙古涉足的領域從礦物、農產到乳製品皆有。。2017年7月10日，巴特图勒嘎在乌兰巴托的国家宫宣誓就任总统，国家大呼拉尔主席恩赫包勒德主持了当天的就职仪式。
2019年7月31日，巴特图勒嘎访问美国。美国总统唐纳德·特朗普迎接巴特图勒嘎到达白宫，进行了约40分钟的单独会谈。
2021年因蒙古修憲規定總統不得競選連任，他遂成為首位無法連任的總統。

## 家庭
妻子是俄罗斯人，名为安吉丽卡·达瓦因（Анджелике Даваин）。